# أبو رغال
أبو رغال   شخصية عربية توصف بأنها رمز الخيانة، حتى كان ينعت كل خائن عربي بأبي رغال. وكان للعرب قبل الإسلام شعيرة تتمثل في رجم قبر أبو رغال بعد الحج. وظلت هذه الشعيرة في الفترة بين غزو أبرهة الأشرم حاكم اليمن من قبل النجاشي ملك الحبشة عام الفيل 571 ميلادية وحتى ظهور الإسلام.

## اسمه ونسبه
قيل أن اسم أبو رغال هو: زيد بن مخلف. واختلف أيضا في نسب أبي رغال فقيل في نسبه عدة روايات وهي:
- انه من ثقيف.[3][2][4][5][6]

وفي ذلك يقول حسان بن ثابت شاعر رسول الله:
- كان عبدا لشعيب بن ذي مهدم الحميري.[14]
- من بقايا ثمود.[7]
- كان عبدا للنبي صالح.[7]
- كان من العرب العاربة، (القحطانيون) وكان له حكم في الطائف.[14]

## عنه
وأبو رغال هو الدليل العربي لجيش أبرهة، فما كان الأحباش يعرفون مكان الكعبة وكلما جاؤوا بدليل من العرب ليدلهم على طريق الكعبة يرفض مهما عرضوا عليه من مال، ولم يقبل هذا العمل سوى أبو رغال فكان جزاؤه من جنس عمله أن نعت كل خائن للعرب بعده بأبي رغال.
وأصل الموضوع أن أبرهة الحبشي بنى بيتا سماه القُلَّيْسَ، وأراد أن يحول العرب من الحج للكعبة إلى الحج لبيته الذهبي هذا بصنعاء اليمن، وما كان للعرب أن يتحولوا عن بيت الله ولو نصبوا فيه الأصنام، فغاط أعرابي في بيت أبرهة يوم تدشينه وافتتاحه، فأقسم أبرهة ليهدمن الكعبة التي يصر العرب على الحج إليها دون بيته القليس الذي بناه باليمن، وجهز جيشا يتقدمه فيلٌ لهدم الكعبة، ولكنه وجنوده كانوا لا يعرفون الطريق إلى مكة، فهم أحباش، فكانت الحاجة إلى دليل. ولم يرض بهذا العمل من بين عرب اليمن سوى أبي رِغال، وتقدم أبرهة خلف دليله نحو بيت الله، ولم يكن لأهل مكة وزعيمهم عبد المطلب بن هاشم قِبل بصد الجيش، واستولى الجيش على إبل لزعيم مكة عبد المطلب بن هاشم بن عبد مناف الذي أخلى مكة من سكانها وصعدوا لجبالها تاركين البيت لربه يحميه فهم في ذلك الوقت لا قبل لهم بجيش أبرهة ولما قابل عبد المطلب بن هاشم أبرهة ليفاوضه طلب منه الإبل قائلا أنا رب الإبل وللبيت رب يحميه وأرسل الله على جيش أبرهة الأشرم طيراً أبابيل ترميهم بحجارة من سجيل فجعلهم كعصف مأكول وهلك الجيش ومعهم أبو رغال وبقي بيت الله وولد في عام الفيل محمد رسول الله 571م
بعد أن انتهى أبرهة الحبشي من بناء القليس أراد أن يحول قبلة العرب من الكعبة في مكة المكرمة إلى القليس في صنعاء ليحجوا إليه، فجهز جيشاً جراراً فيه فيلة كبيرة ليغزو مكة المكرمة ويهدم الكعبة وكان أبو رغال هو دليل أبرهة الحبشي إلى مكة المكرمة, وكان ذلك في نفس العام الذي ولد فيه النبي محمد وسمي عام الفيل.
ويشار إلى أبي رغال في كتب التاريخ العربي باحتقار وازدراء لأنه لم يعرف عن العرب في ذلك الحين من يخون قومه مقابل أجر معلوم.
ويطلق لقب أبو رغال على كل من خان قومه لمصلحته الخاصة.
قال ابن كثير في كتابه البداية والنهاية : «والجمع بين هذا وبين ما ذكره ابن اسحاق أن أبا رغال هذا المتأخر وافق اسمه اسم جده الأعلى، ورجم الناس قبره كما رجموا قبر الأول أيضا، والله أعلم.»